# Sulfadoxina/pirimetamina
La sulfadoxina/pirimetamina, que se vende bajo la marca Fansidar, es un medicamento combinado que se usa para tratar la malaria. Contiene sulfadoxina (una sulfonamida) y pirimetamina (un antiprotozoario). Para el tratamiento de la malaria se suele utilizar junto con otros medicamentos antipalúdicos, como el artesunato.
Los efectos secundarios incluyen diarrea, erupción cutánea, picazón, dolor de cabeza y pérdida de cabello. Rara vez se puede producir una reacción alérgica grave o erupción cutánea, como necrólisis epidérmica tóxica. Generalmente no se recomienda en personas con alergia a la sulfonamida o enfermedad hepática o renal significativa. No está claro si el uso durante el embarazo es segura para el bebé. Funciona al bloquear la capacidad de la malaria para usar el ácido folínico.
La sulfadoxina/pirimetamina se aprobó inicialmente para uso médico en los Estados Unidos en 1981.  Está en la Lista de medicamentos esenciales de la Organización Mundial de la Salud, los medicamentos más efectivos y seguros que se necesitan en un sistema de salud. El costo mayorista en el mundo en desarrollo es de aproximadamente US$0,08 a 0,36 por día. Actualmente no está disponible comercialmente en los Estados Unidos.

## Usos médicos

### Malaria
Está aprobado por la Administración de Drogas y Alimentos de los Estados Unidos para su uso como tratamiento y medida preventiva contra la malaria.  Se considera que la combinación es más eficaz en el tratamiento de la malaria causada por Plasmodium falciparum que la causada por P. vivax, por lo que la cloroquina se considera más eficaz, aunque en ausencia de un diagnóstico específico de la especie, puede estar indicada la combinación de sulfadoxina-pirimetamina. Sin embargo, debido a los efectos secundarios, ya no se recomienda como preventivo de rutina, sino solo para tratar infecciones graves de malaria o para prevenirlas en áreas donde es posible que otros medicamentos no funcionen.

### Otros
También se ha utilizado como tratamiento y medida profiláctica para la toxoplasmosis y la neumonía por Pneumocystis jiroveci.

## Efectos adversos
Los efectos adversos por incidencia incluyen:
Común (> 1% de frecuencia):
- Reacciones de hipersensibilidad (por ejemplo: picazón, dermatitis de contacto y urticaria)
- Mielosupresión
- Efectos gastrointestinales (por ejemplo: náuseas, vómitos y diarrea)
- Dolor de cabeza

Raras (<1% de frecuencia):
- Síndrome de Stevens-Johnson
- Necrólisis epidérmica tóxica
- Agranulocitosis
- Anemia aplásica
- Desorden de la estructura hematopoyética
- Eosinofilia inducida por fármacos
- Trombocitopenia
- Necrosis hepática
- Hepatitis
- Ictericia
- Hepatomegalia
- Nefrotoxicidad

Frecuencia desconocida:
- Pérdida de peso
- Calambres abdominales
- Pérdida del cabello
- Fotosensibilidad
- Fatiga
- Fiebre
- Polineuritis
- Glositis atrófica
- Gastritis

- Resultados anormales de las pruebas de función hepática (por ejemplo, concentraciones elevadas de ALT/GPT, AST/GOT, fosfatasa alcalina y bilirrubina en suero)

### Contraindicaciones
El uso de este medicamento está contraindicado en:
- Anemia megaloblástica causada por deficiencia de folato
- Hipersensibilidad a la pirimetamina, sulfonamidas o cualquier ingrediente en la formulación
- Uso profiláctico (prolongado) repetido en pacientes con insuficiencia renal o hepática o discrasias sanguíneas
- Bebés <2 meses de edad
- Profilaxis en el embarazo a término
- Profilaxis en mujeres lactantes
- Porfiria aguda

## Farmacología
La sulfadoxina es un antibiótico de sulfonamida que compite con el ácido p-aminobenzoico en la biosíntesis del folato. La pirimetamina sirve como un inhibidor selectivo de la dihidrofolato reductasa de los protozoo, por lo tanto previene la síntesis de tetrahidrofolato, la forma activa del folato. Un gran grado de sinergia se produce entre los dos fármacos debido a su inhibición de dos pasos diferentes en la biosíntesis de tetrahidrofolato.
| Parámetro farmacocinético | Pirimetamina   | Sulfadoxina |
| ------------------------- | -------------- | ----------- |
| Vida media                | 111 horas      | 169 horas   |
| Cmax                      | 0,2 mg/l       | 60 mg/l     |
| Tmax                      | 4 horas        | 4 horas     |
| Proteína unida            | 87%            | 90%         |
| Excreción                 | Renal (16-30%) | Renal (30%) |
| Metabolismo               | Hepático       | Hepático    |